# Compagnie Électrique O. Patin
Die Compagnie Électrique O. Patin war ein französischer Hersteller von Automobilen.

## Unternehmensgeschichte

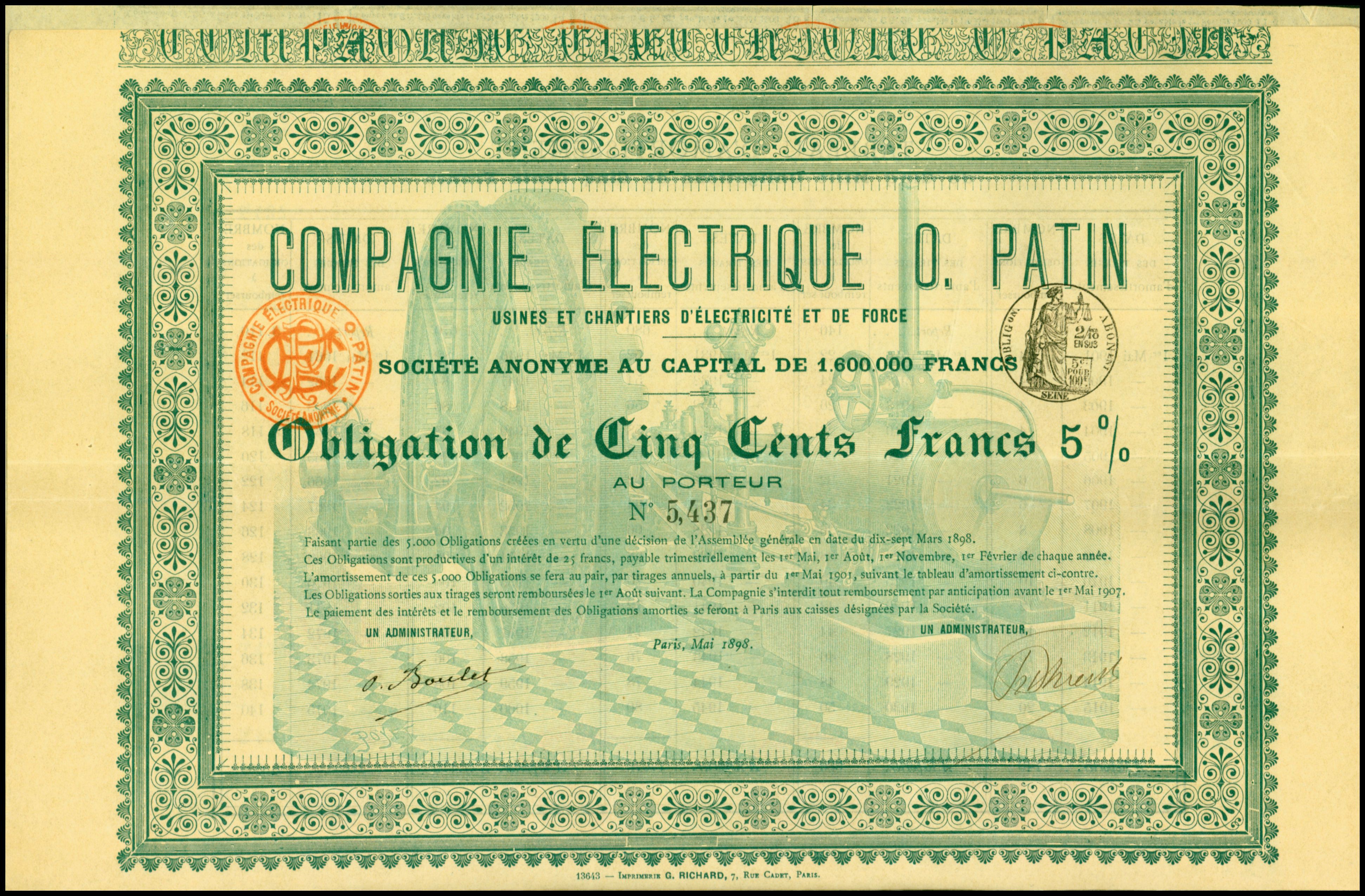
Obligation über 500 Francs der Compagnie Électrique O. Patin vom Mai 1898

Das Unternehmen aus Puteaux bei Paris begann 1898 mit dem Bau von Automobilen. Die Markennamen lauteten Patin und Patin et Requillard. Im Dezember 1900 endete die Produktion.

## Fahrzeuge
Das Unternehmen stellte ausschließlich Fahrzeuge mit Elektromotor her. Im Angebot standen sowohl kleine Zweisitzer (Duc), bei denen die Sitze hintereinander angeordnet waren, als auch große Fahrzeuge (Phaëton) mit fünf Sitzen. Im Juli 1899 nahm Octave Patin mit einem Phaëton (Startnummer 11) am Rennen Critérium des électriques über 52 km von Paris nach Suresnes teil.
1899 kam ein Dreirad mit einzelnem Vorderrad und Frontantrieb dazu, das als Patin et Requillard vermarktet wurde.

Ein Fahrzeug dieser Marke war 2001 im Automuseum in Genf zu besichtigen.

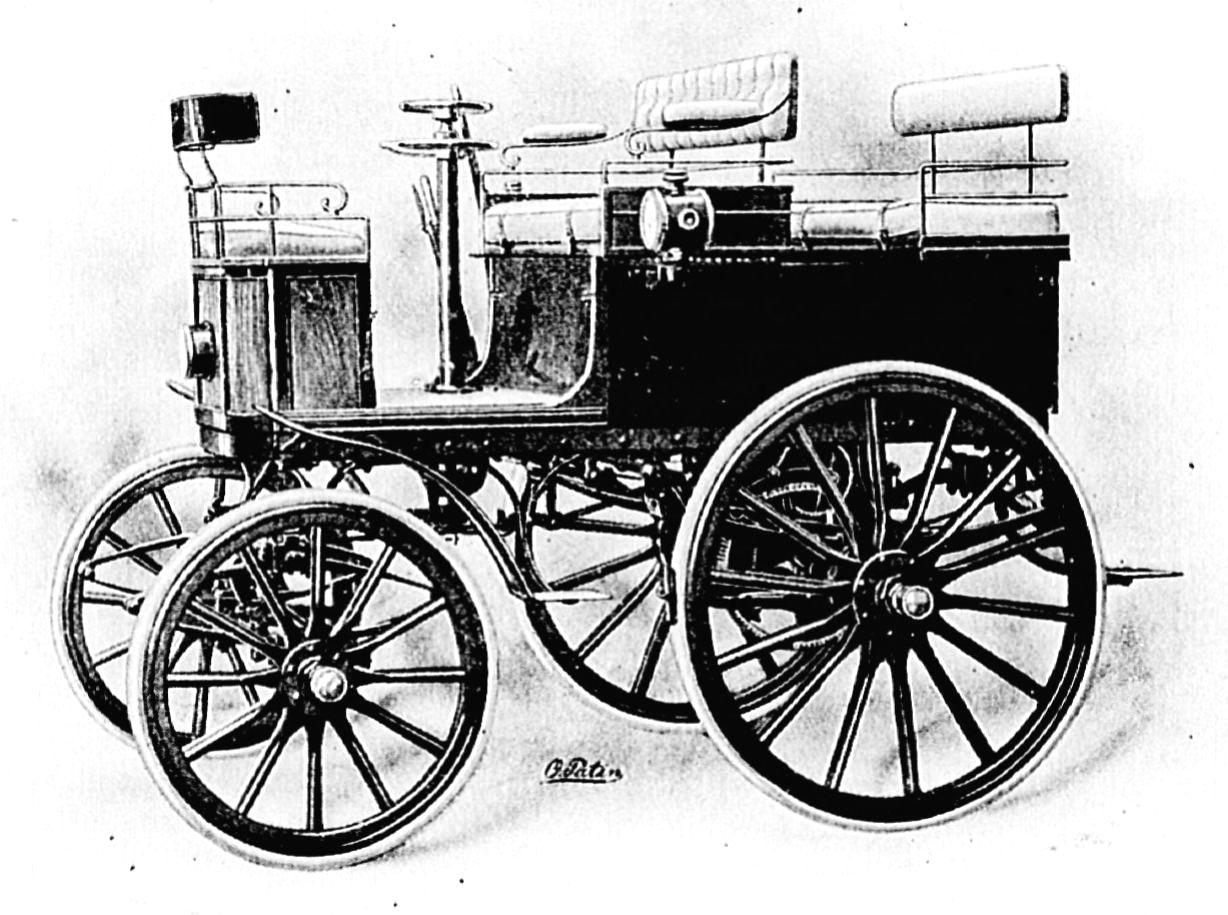
Patin et Requillard Phaëton électrique (1899)
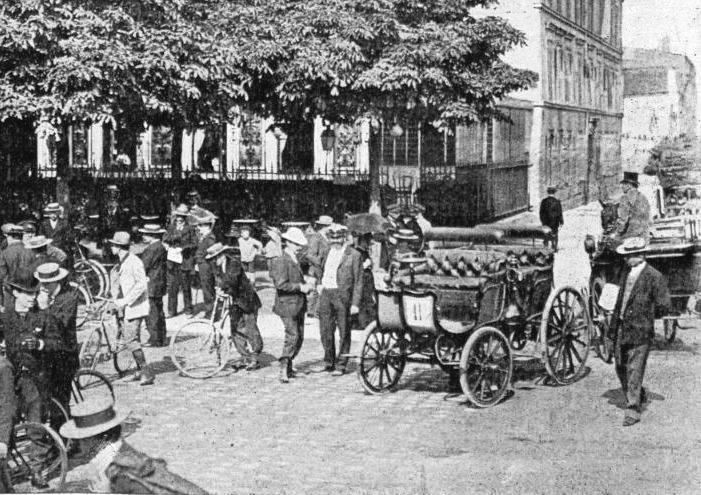
Patin auf Phaëton électrique (1899, Critérium des électriques, Nr. 11)
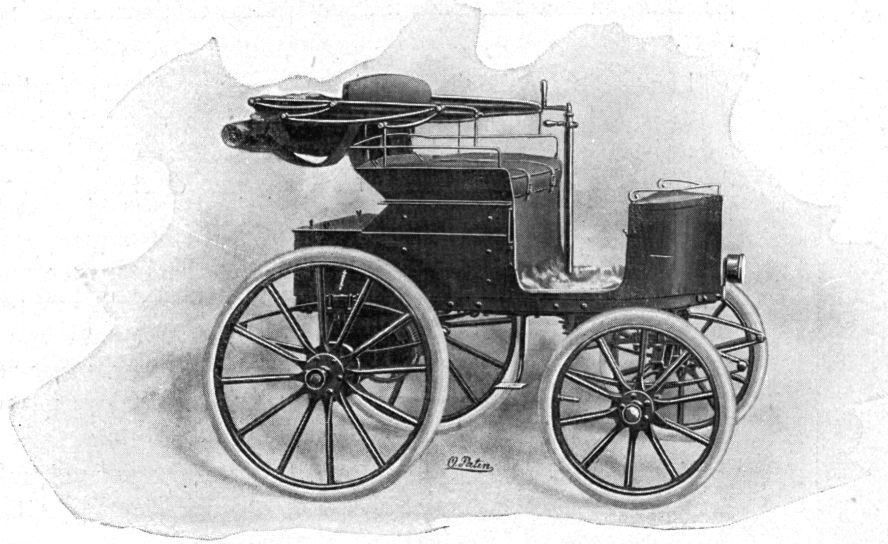
Patin et Requillard Duc électrique (1899)